# Maisinger Bach
Der Maisinger Bach (Georgenbach) ist nach der Ostersee-Ach mit einer
mittleren Wasserführung von 0,479 m³/s der zweitgrößte Zufluss des Starnberger Sees, zu dessen Gesamteinzugsgebiet er etwa 49 km² oder etwa 15 Prozent beiträgt. Der Maisinger Bach und seine Zuflüsse entwässern eine Senke zwischen Starnberger See und Ammersee,
die im Westen und Osten von den Seitenmoränen der Gletscherzungen des würmeiszeitlichen
Isar-Loisach-Gletschers eingerahmt wird.
Der Maisinger Bach entsteht aus mehreren Quellbächen, die im Kerschlacher Forst entspringen, einem im Berndorfer Buchet eine Höhe von 760 m ü. NHN erreichenden, bewaldeten Moränenzug nordöstlich von Kerschlach.
Der westliche Quellbach fließt zunächst als Machtlfinger Bach westlich und nördlich an Machtlfing (Gemeinde Andechs)
vorbei und dann als Ascheringer Bach durch Aschering (Gemeinde Pöcking).
Östlich des Kerschlacher Forsts sammeln sich weitere Quellbäche, nämlich der Deixlfurter Bach und der Schwarze Graben, die sich in Traubing (Gemeinde Tutzing) zum Wielinger Bach vereinen. Das Gewässer fließt nun durch Wieling (Gemeinde Feldafing) und mündet wenige 100 Meter östlich von Aschering in den Ascheringer Bach.
Von nun an fließt das Gewässer als Weiherbach in nordöstliche Richtung, speist teilweise den künstlich aufgestauten Maisinger See, fließt aber größtenteils unter der Bezeichnung Fallbach östlich an diesem vorbei. Wieder vereint mit dessen Abfluss zieht das Gewässer als Maisinger Bach in Maising (Gemeinde Pöcking) durch den Klostermeier-Weiher und durch die etwa 30 Meter in die Seitenmoräne des Starnberger Sees eingeschnittene Maisinger Schlucht. Nach etwa 2,2 km tritt der Maisinger Bach aus der Schlucht und fließt durch die Teilgemarkung Söcking der Stadt Starnberg weiter nach Starnberg. Innerhalb der Stadt Starnberg wird das Gewässer Georgenbach genannt. Es läuft zumeist in einer gemauerten Rinne, die teilweise überbaut ist. Etwa 400 Meter vor der Mündung in den Starnberger See steht eine Pegelstation des Wasserwirtschaftsamts Weilheim.

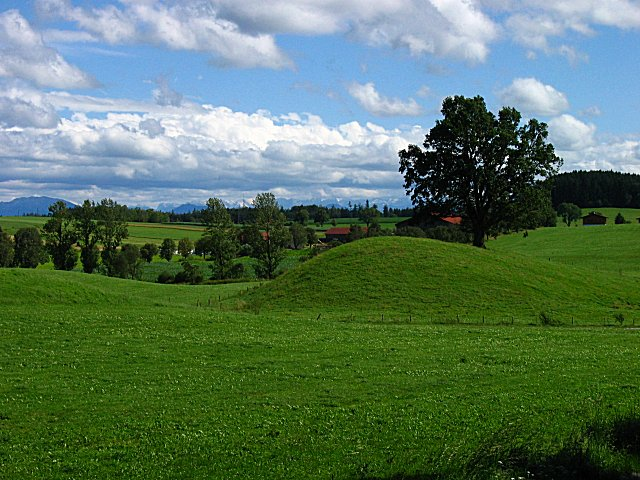
Drumlin-Gebiet nördlich von Machtlfing
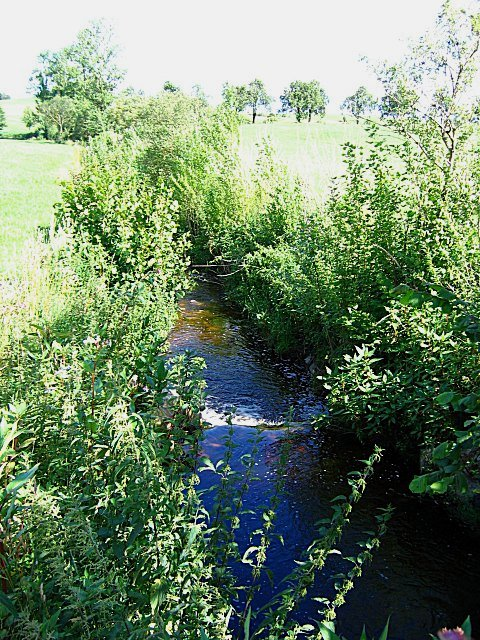
Machtlfinger Bach nördlich von Machtlfing
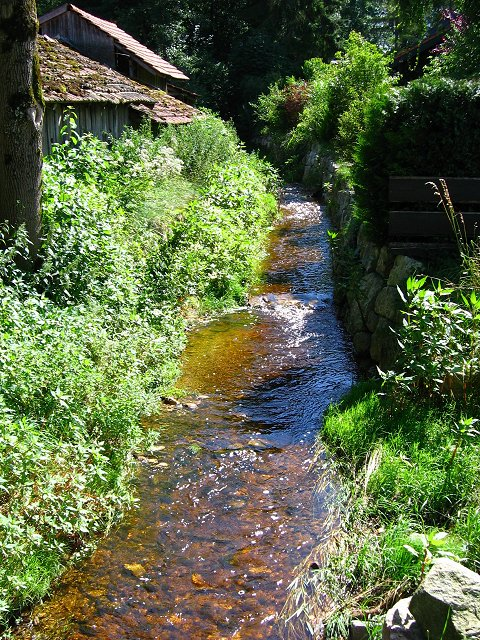
Ascheringer Bach in Aschering
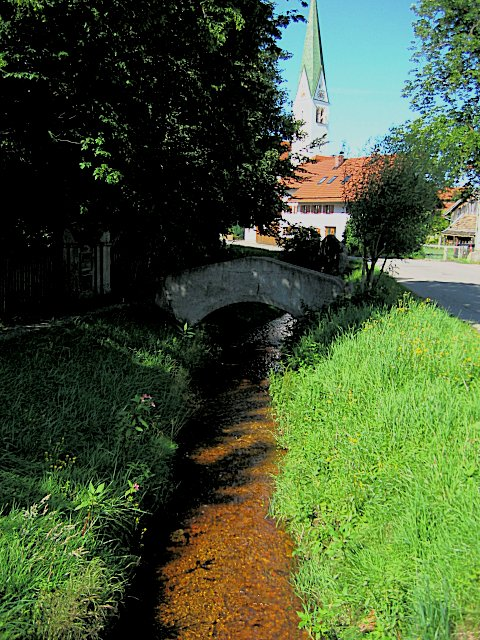
Schwarzer Graben in Traubing
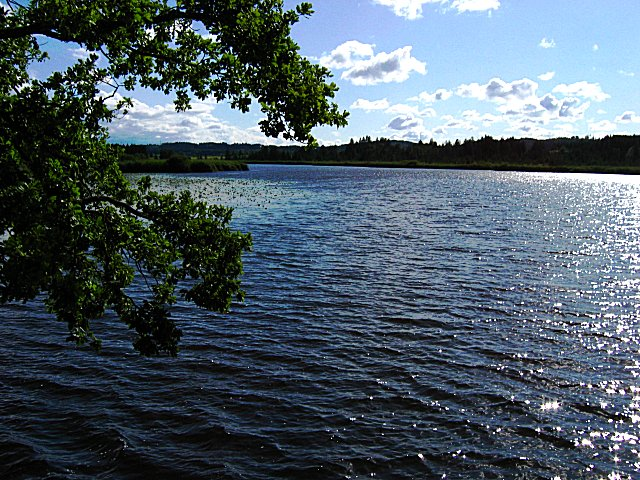
Maisinger See
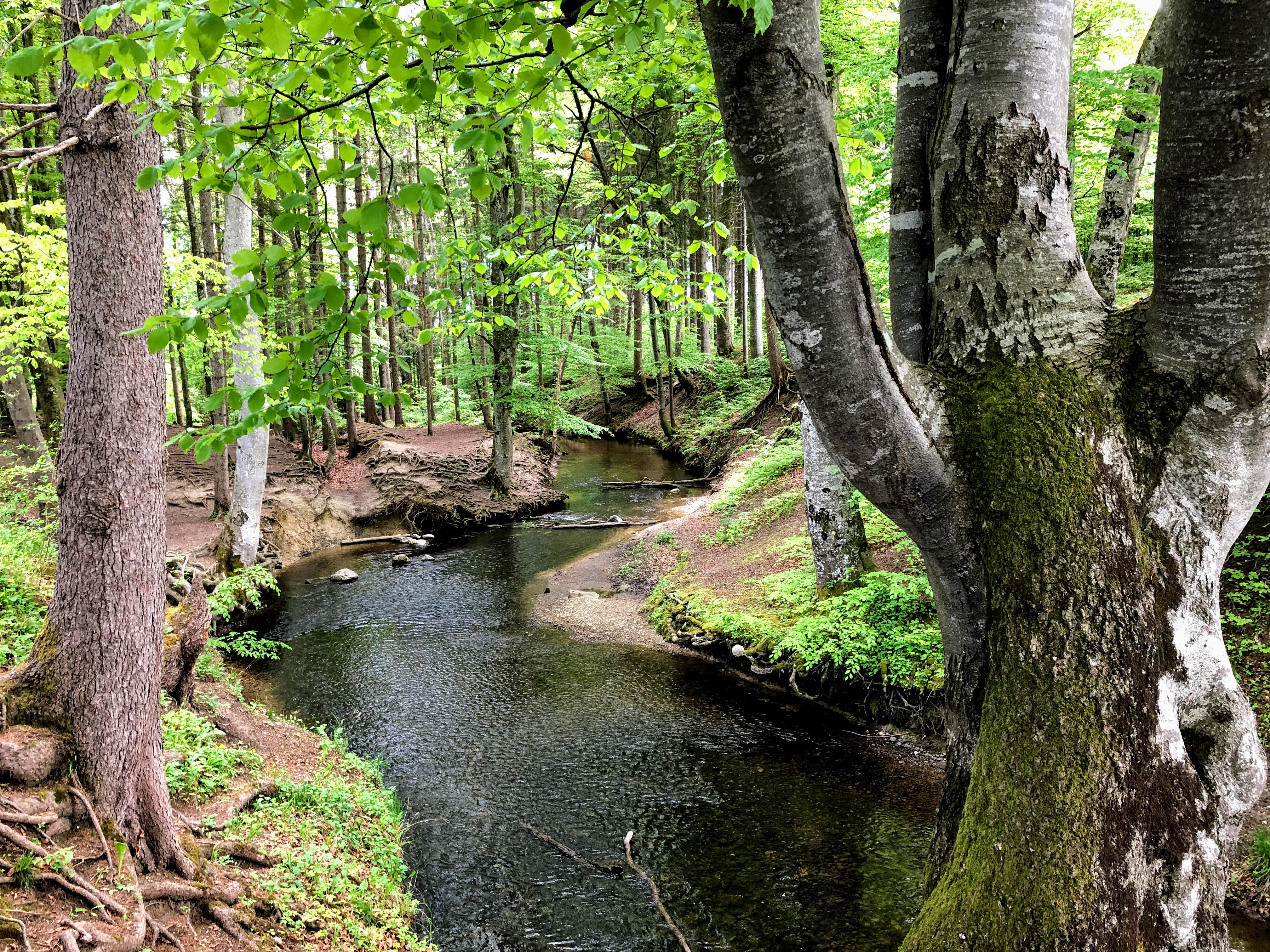
Fallbach
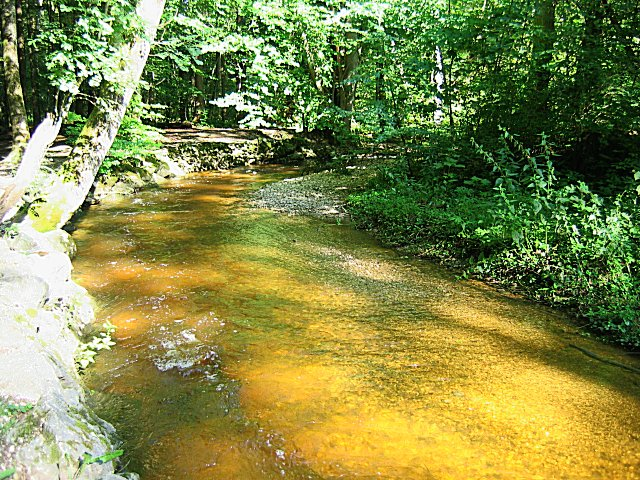
Maisinger Bach in der Maisinger Schlucht
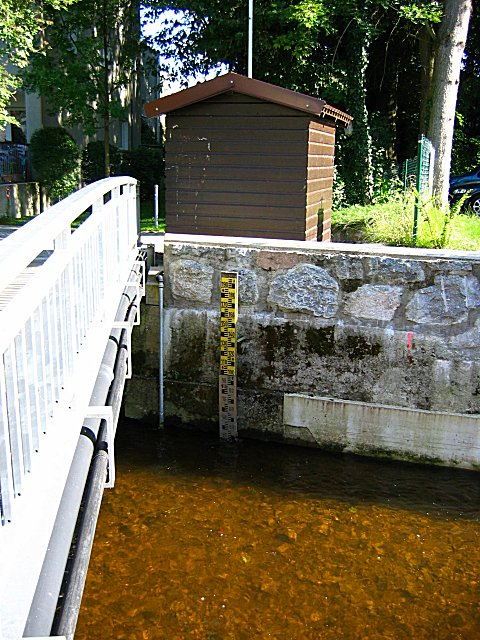
Pegelstation am Georgenbach
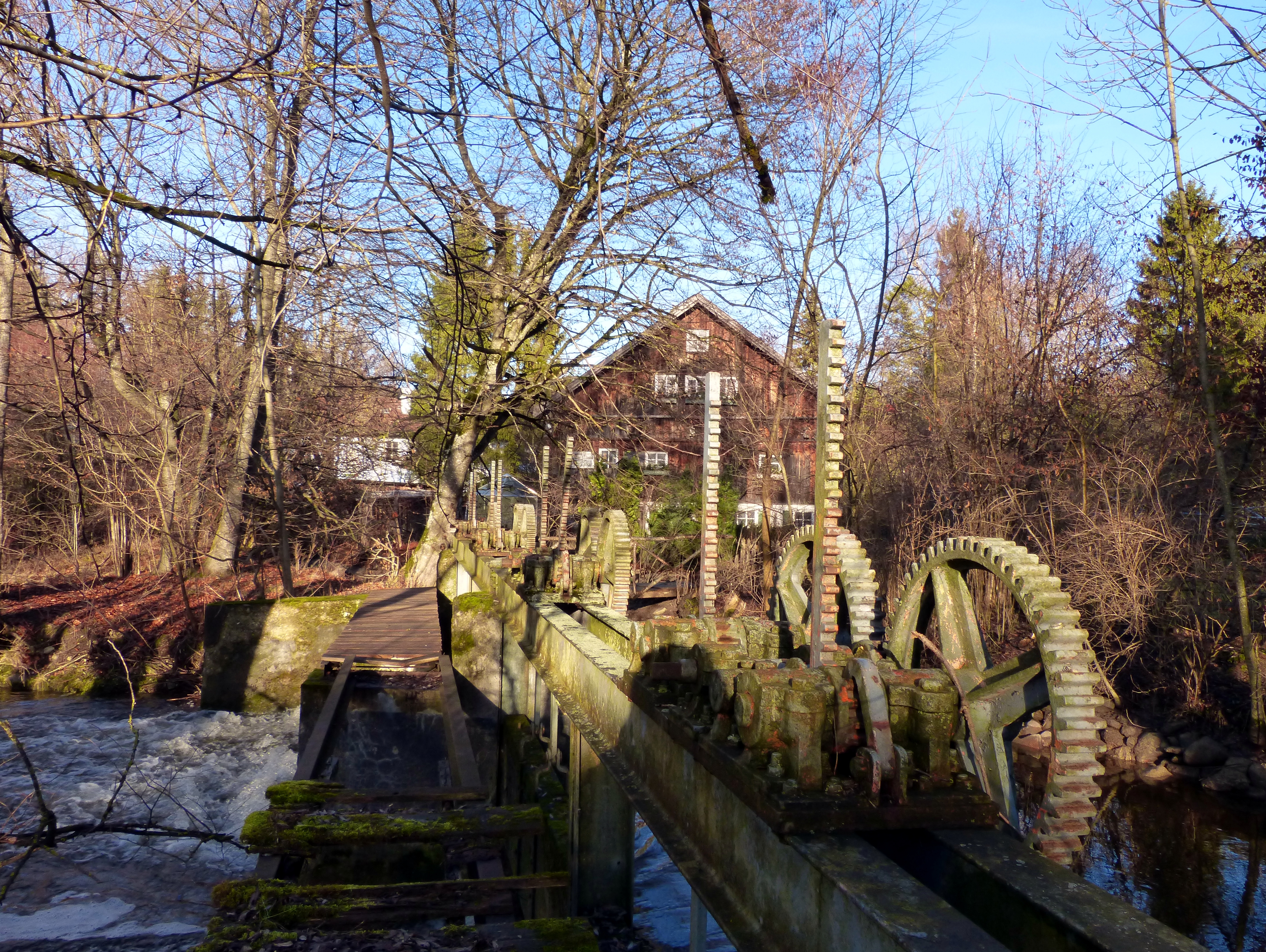
Stauwehr am Maisinger Bach
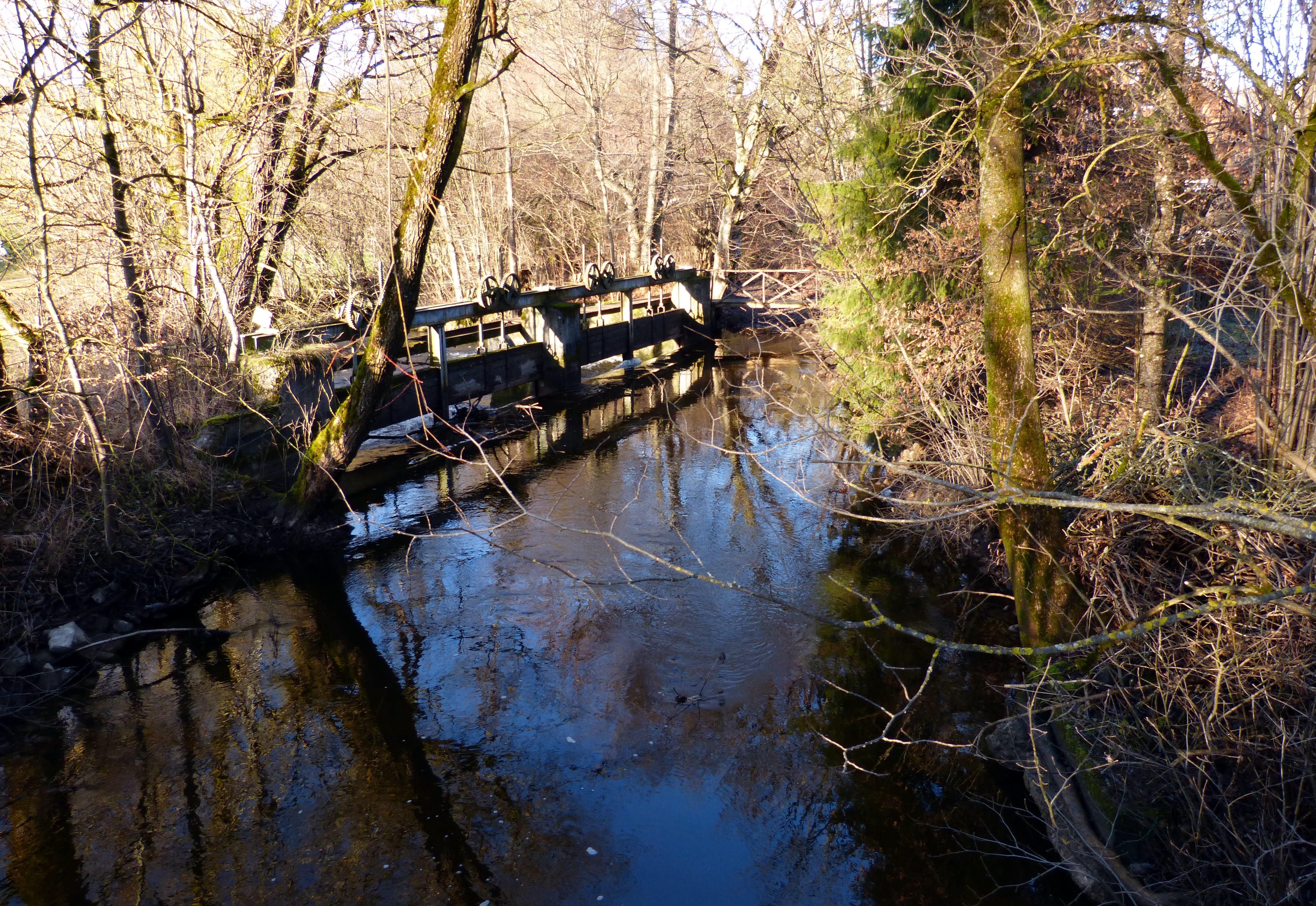
Stauwehr am Maisinger Bach